# Carabasseta
Carabasseta es un cultivar de higuera de tipo higo común Ficus carica, unífera de higos de epidermis con color de fondo verde claro amarillento con sobre color amarillo verdoso cuando está el higo fresco, que viran a blanco amarillento al secarse. Se cultiva en la colección de higueras de Montserrat Pons i Boscana en Llucmajor, Islas Baleares (España).

## Sinonimia
- „sin sinonimia“,[4][6][7]

## Historia
Actualmente la cultiva en su colección de higueras baleares Montserrat Pons i Boscana, rescatada de un ejemplar o higuera madre localizada en el término de Llucmajor, en la Marina de Llucmajor, en la finca "ses Cosmes" propiedad de Francisco Mir, un árbol envejecido pero en buen estado.
La variedad 'Carabasseta' es originaria  de Son Servera, Artá y Manacor lugares donde era muy cultivada y apreciada para los secaderos. Esterlich en 1910 la localizó también en Campos en el higueral de "sa Barrala".
Los higos 'Carabasseta' fueron premiados con la medalla de oro de la "Exposición Agrícola de Manacor" 1896, y eran una especialidad tan significativa que incluso se exportaron a Marsella (Francia). El nombre que se le atribuye recuerda a una calabaza (carabasseta:calabacita) de las que se utilizaban como recipiente para contener el agua o el vino, que los agricultores de antaño llevaban al campo durante las faenas agrícolas.

## Características
La higuera 'Carabasseta' es una variedad unífera de tipo higo común. Árbol de desarrollo mediano, vigorosidad entre media y alta, con copa redondeada y de ramaje esparcido. Sus hojas son de 3 lóbulos mayoritariamente y de pocas de 1 lóbulo. Sus hojas con dientes presentes y ondulados. 'Carabasseta' tiene desprendimiento muy poco de higos, y un rendimiento productivo mediano y periodo de cosecha medio por cada árbol. La yema apical cónica de color verde amarillento.
Los frutos 'Carabasseta' son higos de un tamaño de longitud x anchura:38 x 51 mm, con forma ovoidal, que presentan unos frutos medianos de unos 38,637 gramos en promedio, de epidermis con consistencia fuerte, grosor de la piel grueso con pequeñas lenticelas blancas, con color de fondo verde claro amarillento con sobre color amarillo verdoso cuando está el higo fresco, y viran a blanco amarillento al secarse. Ostiolo de 1 a 3 mm con escamas pequeñas rosadas. Pedúnculo de 2 a 5 mm cilíndrico verde amarillento casi inexistente. Grietas raramente presentes. Costillas prominentes. Con un ºBrix (grado de azúcar) de 26 de sabor áspero cuando fresco, pero muy dulce si está seco, con color de la pulpa rojo blanquecino. Con cavidad interna grande. Son de un inicio de maduración sobre el 22 de agosto al 30 de septiembre. De rendimiento por árbol mediano.
Se usa como higos secos pues es la variedad más apreciada de las islas Baleares en esta presentación. Frutos simétricos que no presentan frutos aparejados. Presentan formaciones anormales con higos de 2 cuerpos, la superior con forma cónica, y la inferior casi cilíndrica. Los higos al madurar comienzan el secado en el propio árbol, y no solo no se caen, sino que se recolectan cuando al cambiar el color a más blanco, medio secos pero sin haber disminuido su volumen. Son de buena resistencia a las lluvias y rocíos, y poco resistente al transporte. Poca apertura del ostiolo, y mediana resistencia al desprendimiento.

## Cultivo
'Carabasseta', se utiliza higos secos que es cuando aparecen sus mejores cualidades organolépticas, siendo en este modo muy apreciados. Se está tratando de recuperar de ejemplares cultivados en la colección de higueras baleares de Montserrat Pons i Boscana en Llucmajor.